# Rawcliffe (North Yorkshire)
Rawcliffe è un villaggio e parrocchia civile dell'Inghilterra, appartenente alla contea del North Yorkshire.